# ديغو تروتا
ديغو تروتا (بالإسبانية: Diego Trotta)‏ (13 ديسمبر 1978 بباهيا بلانكا في الأرجنتين - ) هو لاعب كرة قدم أرجنتيني في مركز الدفاع. لعب مع أتليتيكو توكومان وأوليمبو وديبورتيفو ألافيس وغودوي كروز ونادي ألباسيتي ونادي إلتشي ونادي لاس بالماس وسان مارتين دي توكومان ‏ وسالجويروس ‏ وHuracán de Tres Arroyos ‏ وIndependiente de Neuquén ‏ وClub Villa Mitre ‏ وBella Vista de Bahía Blanca ‏ وDeportivo Toluca F.C. Reserves and Academy ‏.

## روابط خارجية
- ديغو تروتا على موقع قاعدة بيانات كرة القدم.إي يو (الإنجليزية)
- ديغو تروتا على موقع Soccerway.com (الإنجليزية)